# Emilio Diena
(dall'editoriale pubblicato in occasione del 70º compleanno di E. Diena, da Il Corriere Filatelico, n. 6, giugno 1930)
Emilio Diena (Modena, 26 giugno 1860 – Roma, 9 ottobre 1941) è stato un filatelista italiano.

## Biografia
Emilio Diena è stato forse il più importante studioso di filatelia italiano e uno dei più importanti del mondo. Nato da una famiglia benestante (suo padre era un banchiere), sin dall'età di otto anni si appassionò ai francobolli, che – come molti bambini – cominciò a collezionare per gioco, dopo che la madre, nobildonna fiorentina, gli regalò un album acquistato al Mercato Nuovo di Firenze. Frequentò il Liceo a Modena e poi si laureò in Giurisprudenza a Roma, con una tesi sulla riforma postale inglese realizzata dal Ministro britannico Sir Rowland Hill, l'“inventore” del francobollo.
Nel 1889 si sposò con Pia Muzioli ed ebbe cinque figli, tra i quali i due filatelisti Mario (1891-1971) e Alberto (1894-1977). 
Deceduti i suoi genitori, nel 1894 Emilio Diena chiuse la banca di famiglia e si trasferì a Roma, dove divenne bibliotecario all'appena costituito Ministero delle poste e dei telegrafi. A Roma visse sempre nel Rione Prati, in via Vittoria Colonna, dove si spense nel 1941.

## L'attività di filatelista
Sin da ragazzo, Diena si dedicò con grande passione allo studio dei francobolli e del mondo postale, tanto che già nel 1894 pubblicò un libro sui francobolli del Ducato di Modena. Seguirono altre importanti monografie, alcune delle quali sono considerate ancora oggi delle opere fondamentali per lo studio della filatelia. Fu premiato nel 1906 con la Medaglia Lindenberg. Nel 1915, per i tipi della casa editrice Yvert & Tellier pubblicò il primo “Catalogo descrittivo dei francobolli d'Italia”, monumentale pietra miliare nella filatelia, che pone le basi della classificazione dei francobolli, che fu tradotto dal francese in italiano solo nel 1923. Seguirono moltissime opere monografiche e articoli sulle più prestigiose riviste di settori, in particolare su “Il Corriere Filatelico” a cui collaborò dal 1919 fino a quando la rivista restò in vita. Emilio Diena fu anche l'estensore della voce “francobolli” della prima edizione della Enciclopedia Treccani.
Nella sua vita si dedicò anche alla divulgazione della filatelia e, nel 1920 fu tra i fondatori della Associazione Filatelica Italiana. Nel 1921 fu uno dei primi firmatari del “Roll of distinguished Philatelists” e nel 1931 fu eletto membro onorario della “Royal Philatelic Society”. Innumerevoli poi furono le onorificenze ricevute per la sua attività di studioso, di perito e di appassionato divulgatore. 
Nel 1968 il Liechtenstein emise una serie, dedicata ai grandi filatelisti, di otto francobolli in uno dei quali è effigiato Emilio Diena, a cui poi le Poste Italiane dedicarono un francobollo nel 1989, in occasione della “Giornata della Filatelia”

## Opere
La bibliografia completa di Emilio Diena richiederebbe decine di pagine. Vengono qui segnalate soltanto le opere più rilevanti.
- "I francobolli del Ducato di Modena", Società Tipografica Modenese, 1894
- "Les timbres postes des Romagnes", Moens, 1898
- "Catalogo storico descrittivo dei francobolli d'Italia", Genova, 1923
- "I francobolli del Regno di Napoli", Milano 1929